# Císařovna Čchien
Císařovna Čchien (čínsky v českém přepisu Čchien chuang-chou, pchin-jinem Qián huánghòu, znaky 錢皇后; 1426–1468), posmrtným jménem císařovna Siao-čuang-žuej (čínsky v českém přepisu Siao-čuang-žuej chuang-chou, pchin-jinem Xiàozhuāngruì huánghòu, znaky 孝莊睿皇后), příjmením Čchien (čínsky pchin-jinem Qián, znaky 錢) byla mingská císařovna, manželka Jing-cunga, císaře čínské říše Ming.

## Život
Vdala se za o několik měsíců mladšího Jing-cunga, císaře říše Ming, 8. června 1442, v šestnácti letech. Roku 1449 byl Jing-cung poražen a zajat Mongoly a na trůn nastoupil jeho mladší bratr Ťing-tchaj. Následující rok Mongolové Jing-cunga vrátili, zůstal však v izolaci v domácím vězení, dokud ho počátkem roku 1457 státní převrat nevynesl k moci.
Císařovna Čchien neměla děti. Po smrti Jing-cunga roku 1464 se novým císařem stal jeho nejstarší syn a korunní princ Ču Ťien-šen známý jako císař Čcheng-chua. Čcheng-chuova matka paní Čou se ihned dostala do sporu o prestiž a postavení s císařovnou Čchien.
Podle zákonů měla totiž císařovna dostat titul císařovna vdova (chuang-tchaj-hou), ale paní Čou si stejný titul nárokovala také. Byla sice jen vedlejší manželkou Jing-cunga, ale nyní matkou panujícího císaře a proto požadovala stejný status jako excísařovna Čchien. Argumentovala bezdětností paní Čchien, proti níž vyzdihovala své postavení matky panovníka, a svou věrnost Jing-cungovi, za kterou zaplatila strádáním a invalidností způsobenou životem s ním v domácím vězení v letech 1450–1457.
Ve sporu císař váhal s podporou té či oné strany, nakonec podle návrhu velkých sekretářů Pcheng Š’a a Li Siena dostala paní Čou titul „císařovna vdova“ (chuang-tchaj-hou), ale císařovna Čchien lepší titul „císařovna vdova Cch’-i“ (慈懿皇太後, Cch’-i chuang-tchaj-hou, „Laskavá císařovna vdova“). Paní Čou to vnímala jako diskriminaci a soustavně tlačila na své zrovnoprávnění.
O čtyři roky později, když paní Čchien zemřela a byla uložena do Jing-cungovy hrobky v mauzoleu Jü-ling, paní Čou protestovala, s tím, že to má být její čest. Trvala na svém požadavku čtyři dny, než ustoupila poté, co 19. června 1468 několik set úředníků osm hodin bědovalo před jejím palácem. Přesto, když po její smrti roku 1504 byla hrobka otevřena, zjistilo se, že císařovna Čchien leží v samostatné komoře.